# James Hargreaves
James Hargreaves (ur. 1720, zm. 22 kwietnia 1778) – brytyjski pionier przemysłu przędzalniczego, wynalazca przędzarki.

Spinning Jenny

Urodził się blisko Blackburn w gospodarstwie rolnym na wrzosowiskach ponad Oswaldtwistle (dokładne miejsce jest nieznane). Był tkaczem, i nie potrafił czytać ani pisać. Interesował się stolarstwem i inżynierią. Jego pierwsze innowacje ulepszyły proces gręplowania. Wymyślił prosty przyrząd, który pozwolił otrzymać daleko więcej bawełny przez jedną osobę niż dotychczas.
Największym wynalazkiem Haragreavesa była przędzarka "Spinning Jenny", która znacznie przyspieszyła proces wytwarzania przędzy. Nie był bystrym biznesmenem. Nie zgłosił patentu dla swojej maszyny aż do roku 1770 - przez ten czas wielu skopiowało jego pomysły, zbierając nagrody, które należały się jemu. Zmarł jako ubogi człowiek.